# Brean
Brean est un village et une paroisse civile du district de Sedgemoor, dans le Somerset en Angleterre.